# Brut (Layamon)
Pour les articles homonymes, voir Brut.
Le Brut de Layamon est un poème de 16 095 vers bipartis. Daté de fin XIIe ou du début XIIIe siècle, il consiste en une adaptation en moyen anglais d’un poème de Wace : le Roman de Brut. Il raconte l’histoire de l’Angleterre depuis Brut (Brutus) jusqu’en l’an 689.